# Ndambi II
Ndambi II est un village du Cameroun situé dans le département de la Kadey et la région de l'Est. Il est localisé dans la commune de Ouli, l'arrondissement de Mbotoro, en zone frontalière avec la République Centrafricaine.

## Population
En 1965, le village comptait 231 habitants, principalement des Baya.
Lors du recensement de 2005, on y dénombrait 536 personnes.

## Tourisme
Ndambi II dispose d'un site touristique aménagé (mont rocheux GBEDILA)